# Liste der Biografien/Mata
Liste der Biografien |
Portal Biografien |
Personensuche
# |
A |
B |
C |
D |
E |
F |
G |
H |
I |
J |
K |
L |
M |
N |
O |
P |
Q |
R |
S |
T |
U |
V |
W |
X |
Y |
Z |
?
 
Ma |
Mb |
Mc |
Md |
Me |
Mf |
Mg |
Mh |
Mi |
Mj |
Mk |
Ml |
Mm |
Mn |
Mo |
Mp |
Mq |
Mr |
Ms |
Mt |
Mu |
Mv |
Mw |
Mx |
My |
Mz
 
Maa |
Mab |
Mac |
Mad |
Mae |
Maf |
Mag |
Mah |
Mai |
Maj |
Mak |
Mal |
Mam |
Man |
Mao |
Map |
Maq |
Mar |
Mas |
Mat |
Mau |
Mav |
Maw |
Max |
May |
Maz
 
Mata |
Matb |
Matc |
Mate |
Matf |
Math |
Mati |
Matj |
Matk |
Matl |
Matm |
Matn |
Mato |
Matr |
Mats |
Matt |
Matu |
Matv |
Matw |
Maty |
Matz
Die Liste der Biografien führt alle Personen auf, die in der deutschsprachigen Wikipedia einen Artikel haben. Dieses ist eine Teilliste mit 117 Einträgen von Personen, deren Namen mit den Buchstaben „Mata“ beginnt.

## Mata
- Mata (* 2000), polnischer RapperMata (* 2000)

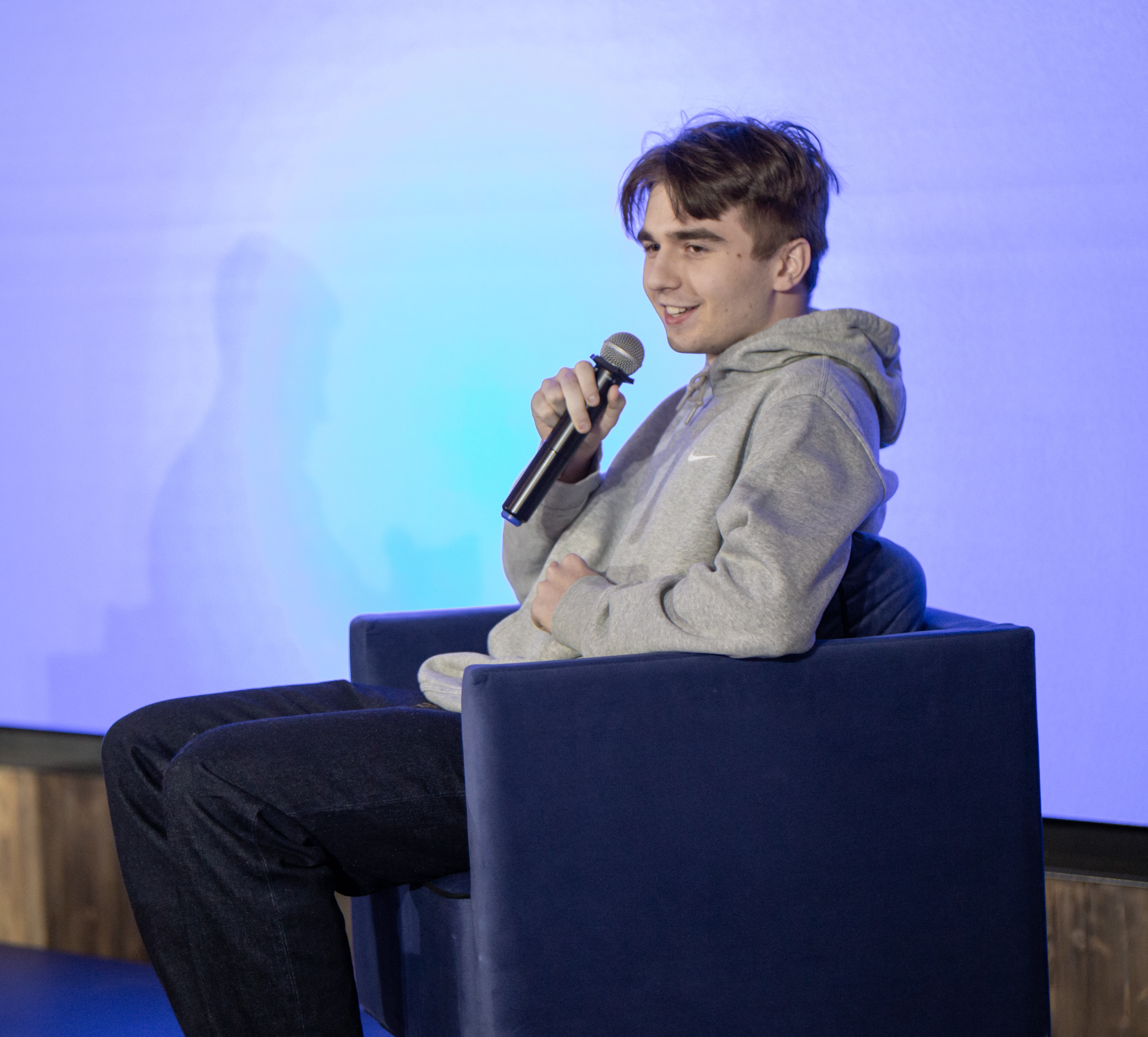
Mata (* 2000)

- Mata Cabello, Martin (* 1984), spanischer Radrennfahrer
- Mata Cova, Crisanto Darío (1915–1998), venezolanischer Geistlicher, Erzbischof von Ciudad Bolívar
- Mata Gálvez, Roberto Enrique (* 1943), guatemaltekischer Militär und Diplomat
- Mata Gorostizaga, Enrique de la (1933–1987), spanischer Politiker und Diplomat, ehemaliger Präsident der Liga der Rotkreuz- und Rothalbmond-Gesellschaften
- Mata Guevara, Juan Abelardo (* 1946), nicaraguanischer Ordensgeistlicher und emeritierter römisch-katholischer Bischof von Estelí
- Mata Ponce de León, Mateo de la († 1720), spanischer Jurist und Vizekönig von Peru
- Mata, Andrés (1870–1931), venezolanischer Dichter, Schriftsteller und Journalist
- Mata, Carlos (1949–2008), spanischer Künstler
- Mata, Clinton (* 1992), angolanischer Fußballspieler
- Mata, Djana (* 1960), albanische Sportschützin
- Mata, Eduardo (1942–1995), mexikanischer Komponist
- Mata, Enrique (* 1985), spanischer Radrennfahrer
- Mata, Gabriel († 2013), mexikanischer Fußballspieler
- Mata, Inocência (* 1957), Hochschullehrerin, Literaturwissenschaftlerin, Linguistin
- Mata, Jorge (* 1970), spanischer Boxer im Strohgewicht
- Mata, José Caeiro da (1877–1963), portugiesischer Jurist, Diplomat und Politiker
- Mata, Juan (* 1988), spanischer FußballspielerJuan Mata (* 1988)

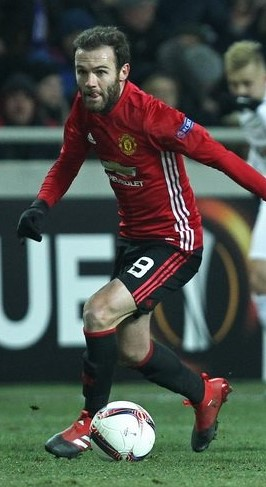
Juan Mata (* 1988)

- Mata, Mauricio (1939–2020), mexikanischer Radrennfahrer
- Mata, Max (* 2000), neuseeländischer Fußballspieler
- Mata, Raimundo Possidônio Carrera da (* 1954), brasilianischer Geistlicher, römisch-katholischer Bischof von Bragança do Pará
- Mata, Vanessa da (* 1976), brasilianische MPB-Sängerin und Songwriterin
- Mata, Vicente, mexikanischer Fußballspieler
- Mata, Vicente de la (1918–1980), argentinischer Fußballspieler
- Mata, Viliame (* 1991), fidschianischer Rugbyspieler

### Mataa
- Matāʻafa, Fetauimalemau (1928–2007), samoanische Politikerin
- Mataafa, Josefo (1832–1912), samoanischer Politiker und Oberhäuptling von Samoa
- Mataʻafa, Naomi (* 1957), samoanische Politikerin

### Matab
- Matabuena, Sergio (* 1979), spanischer Fußballspieler

### Matac
- Mataca, Petero (1933–2014), fidschianischer Geistlicher, Alterzbischof von Suva
- Matache, Delia (* 1982), rumänische Sängerin, Schauspielerin und Teil der Jury bei X Factor
- Matache, Florin (* 1982), rumänischer Fußballspieler
- Matačić, Lovro von (1899–1985), jugoslawischer Dirigent und Komponist
- Matačiūnaitė, Vilija (* 1986), litauische Popmusikerin

### Matad
- Matadi, Emmanuel (* 1991), liberianischer Leichtathlet
- Matadin, Vinoodh (* 1961), niederländischer Modefotograf
- Matador, Jessy (* 1982), kongolesischer Sänger und TänzerJessy Matador (* 1982)

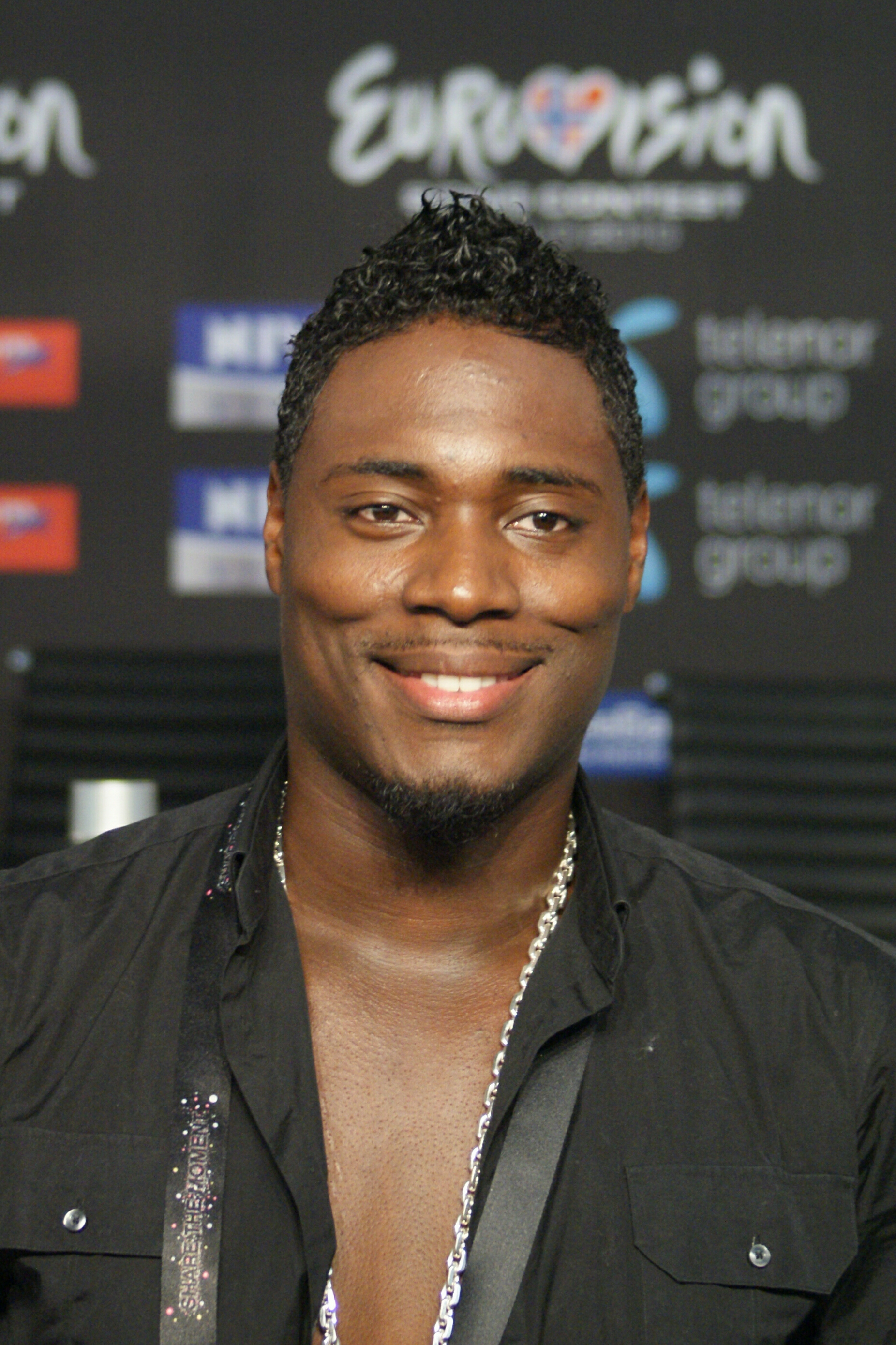
Jessy Matador (* 1982)

### Matae
- Mataeliga, Alapati Lui (1953–2023), samoanischer Geistlicher, römisch-katholischer Erzbischof von Samoa-Apia

### Matag
- Matagi, Fa’alavelave (* 1997), samoanischer Fußballspieler
- Matagrin, Gabriel-Marie-Joseph (1919–2004), römisch-katholischer Geistlicher, Bischof von Grenoble

### Matai
- Mataichi, Seiji (1944–2023), japanischer Politiker
- Mataija, Vedran (* 1988), kroatischer Handballspieler

### Mataj
- Mataja, Heinrich (1877–1937), österreichischer Rechtsanwalt und Politiker (CSP), Abgeordneter zum Nationalrat
- Mataja, Viktor (1857–1934), österreichischer Volkswirtschaftler und Sozialpolitiker

### Matak
- Matakas, Frank (1939–2021), deutscher Psychiater und Psychoanalytiker
- Matakis, Ian (* 1997), US-amerikanischer Pokerspieler

### Matal
- Matal, Sängersklavin im Abbasiden-Kalifat
- Matala de Mazza, Ethel (* 1968), deutsche Germanistin, Kulturwissenschaftlerin und Hochschullehrerin
- Matala, Juan Vicente (* 1969), äquatorialguineischer Sprinter
- Matalas, Terry (* 1975), US-amerikanischer Drehbuchautor, Filmproduzent und Regisseur
- Matale, Joey (* 1963), tongaischer Friseur und LGBT-Aktivist
- Matalon, Martin (* 1958), argentinischer Komponist
- Matalon, Mayer (1922–2012), jamaikanischer Unternehmer und Bankmanager
- Matalon, Ronit (1959–2017), israelische Schriftstellerin und Journalistin
- Mataloni, Giovanni Maria (1868–1944), italienischer Maler und Plakatkünstler

### Matam
- Matamoros Franco, Carlos (* 1966), ecuadorianischer Schachspieler
- Matamoros, Gustavo (* 1957), venezolanischer Komponist
- Matamoros, Mariano (1770–1814), mexikanischer Geistlicher und Revolutionär
- Matamoros, Melvin (* 1978), honduranischer Fußballschiedsrichter

### Matan
- Mățan, Alexandru (* 1999), rumänischer Fußballspieler
- Matane, Paulias (1931–2021), papua-neuguineischer Politiker
- Matanga, Failuna (* 1992), tansanische Langstreckenläuferin
- Matania, Clelia (1918–1981), britisch-italienische Schauspielerin
- Matania, Fortunino (1881–1963), italienischer Künstler
- Matanin, Marcel (* 1973), slowakischer Langstreckenläufer
- Matano, Frank (* 1989), italienischer Schauspieler, Komiker, Moderator, YouTuber, Synchronsprecher und Drehbuchautor
- Matano, Salvatore Ronald (* 1946), US-amerikanischer Geistlicher, Bischof von Rochester
- Matanović, Aleksandar (1930–2023), jugoslawischer Großmeister im Schach
- Matanović, Igor (* 2003), kroatisch-deutscher Fußballspieler
- Matanović, Julijana (* 1959), kroatische Literaturwissenschaftlerin, Schriftstellerin und Hochschullehrerin
- Matanović, Vlado (* 1995), kroatischer Handballspieler
- Matanzima, George (1918–2000), südafrikanischer Politiker
- Matanzima, Kaiser (1915–2003), südafrikanischer Politiker

### Matap
- Matapour, Zaniar, norwegischer Tatverdächtiger

### Matar
- Matar, punischer Töpfer
- Matar, Ghiath (1986–2011), syrischer Aktivist
- Matar, Hisham (* 1970), libyscher Schriftsteller
- Matar, Ismail (* 1983), Fußballspieler aus den Vereinigten Arabischen Emiraten
- Matar, Mostafa (* 1995), libanesischer Fußballtorhüter
- Matar, Paul Youssef (* 1941), libanesischer Geistlicher, Erzbischof von Beirut
- Mataracı, Oğuz (* 1996), türkischer Fußballspieler
- Mataram, Sultan Agung von (1593–1645), dritte Sultan von Mataram in Zentral-Java
- Matarazzo, Ciccillo (1898–1977), italienisch-brasilianischer Industrieller, Mäzen und Politiker
- Matarazzo, Gaten (* 2002), US-amerikanischer Schauspieler
- Matarazzo, Heather (* 1982), US-amerikanische SchauspielerinHeather Matarazzo (* 1982)

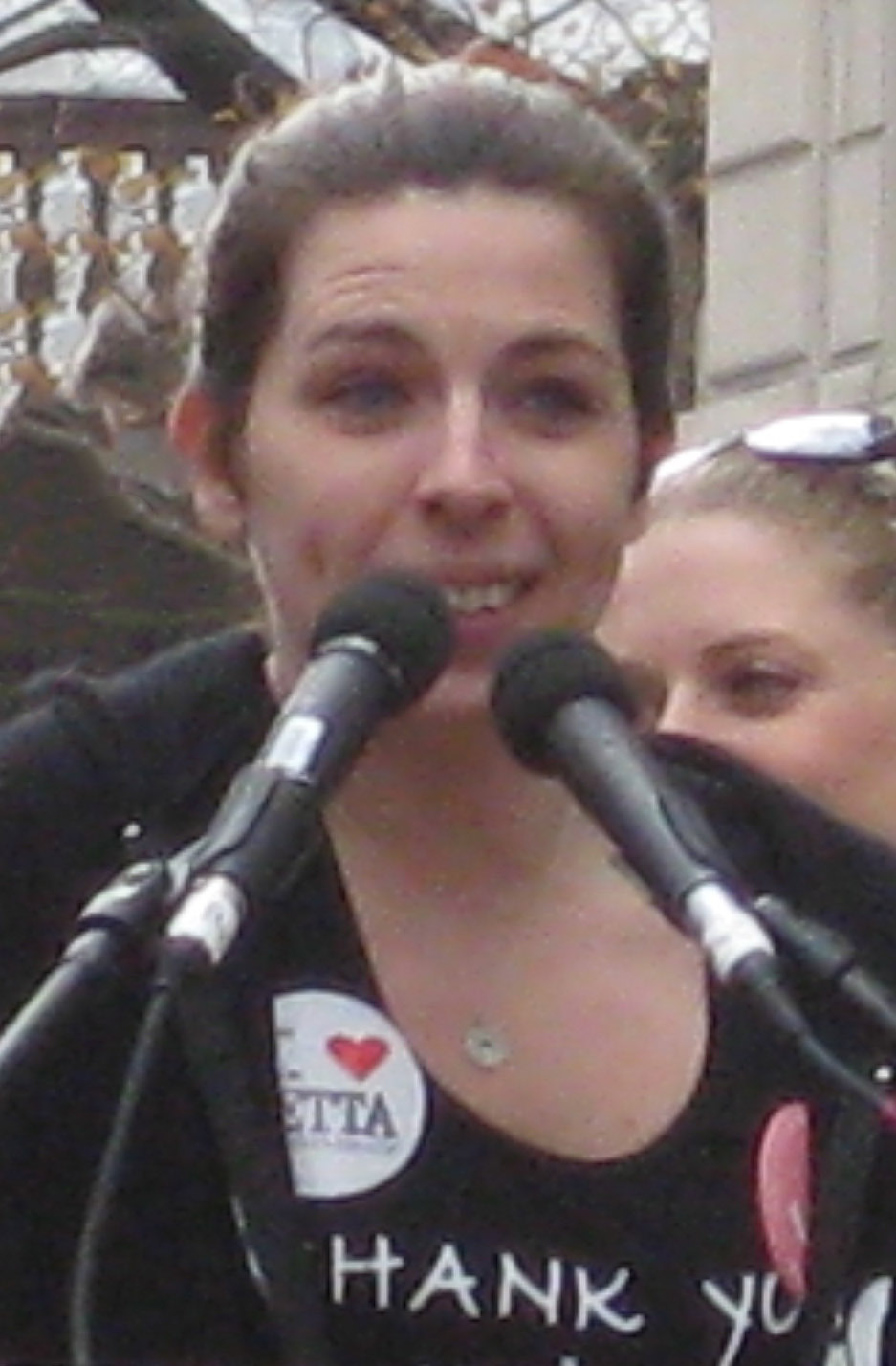
Heather Matarazzo (* 1982)

- Matarazzo, Pellegrino (* 1977), US-amerikanisch-italienischer Fußballspieler und -trainer
- Matarazzo, Raffaello (1909–1966), italienischer Filmregisseur und Drehbuchautor
- Mataré, Ewald (1887–1965), deutscher Maler und Bildhauer
- Mataré, Herbert (1912–2011), deutscher Physiker
- Matarić, Maja (* 1965), US-amerikanische Informatikerin und Hochschullehrerin
- Matarrese, Francesco (* 1950), italienischer Konzeptkünstler
- Matarrese, Giuseppe (1934–2020), italienischer Geistlicher, römisch-katholischer Bischof von Frascati
- Matarrese, Salvatore (* 1962), italienischer Politiker
- Matarrita, Rónald (* 1994), costa-ricanischer Fußballspieler

### Matas
- Matas, David (* 1943), kanadischer Menschenrechtsanwalt, Justiziar der Vereinigung B’nai Brith Kanada
- Matas, Jaume (* 1954), spanischer Politiker
- Matas, Raúl (1921–2004), chilenischer Journalist, Rundfunk- und Fernsehmoderator
- Mătăsăreanu, Emil (1966–1997), rumänisch-amerikanischer Bankräuber
- Matásek, David (* 1963), tschechischer Filmschauspieler und Musiker
- Mataskelekele, Kalkot (* 1949), vanuatuischer Politiker, Präsident von Vanuatu
- Matassa, Cosimo (1926–2014), US-amerikanischer Tontechniker
- Matassa, Greta (* 1962), US-amerikanische Jazzsängerin
- Matassi, Vincenzo (* 1933), italienischer Filmregisseur
- Matassow, Swjatoslaw (* 2000), kasachischer Skilangläufer
- Matasuentha, Tochter der ostgotischen Königin Amalasuntha und des Westgoten-Fürsten Eutharich

### Matat
- Matata, Leeroy (* 1996), deutscher Webvideoproduzent

### Matau
- Matautia, Austin (* 1998), US-amerikanischer Volleyballspieler
- Mata'utia, Imeleta (* 2000), amerikanisch-samoanische Beachhandballspielerin

### Matav
- Maťavková, Ľudmila (* 1998), slowakische Fußballspielerin
- Matavulj, Simo (1852–1908), serbischer Schriftsteller
- Matavž, Tim (* 1989), slowenischer Fußballspieler

### Mataw
- Matawin, Nikolai Alexandrowitsch (* 1997), russischer Skispringer

### Matay
- Matay, Abdullah (1928–2011), türkischer Fußballspieler, -trainer und -funktionär
- Mátay, Andrea (* 1955), ungarische Hochspringerin
- Matayoshi, Shinkō (1888–1947), japanischer Kobudo- und Karatemeister
- Matayoshi, Shinpō (1921–1997), japanischer Kobudo- und Karatemeister

### Mataz
- Matazo, Eliot (* 2002), belgischer Fußballspieler